# Давиташвили, Коба Романович
Коба Романович Давиташвили (груз. კობა რომანის ძე დავითაშვილი, 31 июля 1971, Тбилиси — 2 декабря 2020, там же) — грузинский политический деятель, лидер Народной партии Грузии, депутат парламента Грузии четырёх созывов (1999, 2004, 2008, 2012).

## Биография
Окончил Тбилисский государственный университет.
Участник Грузино-абхазского конфликта, командовал взводом связи. Один из ближайших соратников Михаила Саакашвили и один из лидеров Единого национального движения, а потом оппозиционер действующей власти.
В июле 2007 года основал Народную партию и стал её председателем. Избирательный блок вошёл в парламент Грузии 7-го созыва (07-06-2008 — 20-06-2008) по списку Национального совета, но отказался от мандата депутата вместе со своими соратниками. По списку того же блока он стал членом городского совета Тбилиси на местных выборах 2010 года. Был членом Комиссии Сакребуло по юридическим вопросам и правам человека. В результате парламентских выборов 1 октября 2012 года он стал депутатом парламента Грузии 8-го созыва по партийному списку, избирательному блоку «Бидзина Иванишвили — Грузинская мечта» (2012—2016).

## Смерть
В 2017 году у Давиташвили диагностировали болезнь Бехтерева. Из-за растущих проблем со здоровьем он передвигался с трудом, что вынудило его реже появляться на публике. В ноябре 2020 года его доставили в клинику Аладашвили в связи с ухудшением здоровья. С 25 ноября начались проблемы с дыханием.
По словам Давиташвили, его заболевание развилось в результате полученных в ноябре 2007 года травм. В день разгона акции оппозиции он пропал с территории строительного рынка Элиава, а спустя пару часов его обнаружили в госпитале жестоко избитым сотрудниками силовых органов.
Умер 2 декабря. Причиной смерти стала полиорганная недостаточность, развился сепсис и септический шок. Похоронен во дворе Георгиевской церкви в селе Ниаби (Каспский муниципалитет).
7 ноября 2021 года Коба Давиташвили был посмертно награжден Орденом Чести.